# 梅野記念絵画館・ふれあい館
地図
東御市梅野記念絵画館・ふれあい館（うめのきねんかいがかん・ふれあいかん）は、1998年（平成10年）に開館した長野県東御市立の総合交流施設（美術館相当施設）である。旧称「北御牧村立梅野記念絵画館・ふれあい館」。
芸術むら公園内にあり、ホールとともに「東御市総合交流促進施設」を成す。

## 概要
美術品コレクターであった梅野隆および梅野満雄（隆の父）のコレクションを主な収蔵品としている。久留米市出身の梅野満雄は青木繁、坂本繁二郎と同郷であり交友が深かったことから、二人に関する資料も展示している。梅野家は八女の大地主で、満雄は上京中の青木の生活を助け、没後すぐに遺作30点を遺族から買い取り、遺作展を開催、坂本にはアトリエ用地を提供するなど、両者を無名時代から支援した。
ふれあい館では市民による展覧会や企画展が開催される。今後は、梅野コレクションを継承しながら、東御市立の絵画館および総合交流促進施設として、地域に根付いた展覧会やイベントを開催していく予定。
秋頃には火のアートフェスティバル、天空の芸術祭などのイベントが開催され、会場には2万人近い来場者が訪れる。

## その他
梅野満雄の収集した青木繁の作品群が、石橋正二郎（ブリヂストンの創業者）のコレクション（久留米市美術館収蔵）の元となっている。

## 歴史
- 1998年 -「北御牧村立梅野記念絵画館・ふれあい館」として開館。
- 2004年 - 自治体の合併に伴い名称を「東御市梅野記念絵画館・ふれあい館」へ変更。

## 施設
- 梅野記念絵画館 - 収蔵された資料（後述）の展示のほか、企画展を開催。
- ふれあい館 - 主に市民による作品展、企画展を開催。
- ミュージアムショップ
- カフェ
- ホール - 講演会のほか、市民によるコンサートを開催している。

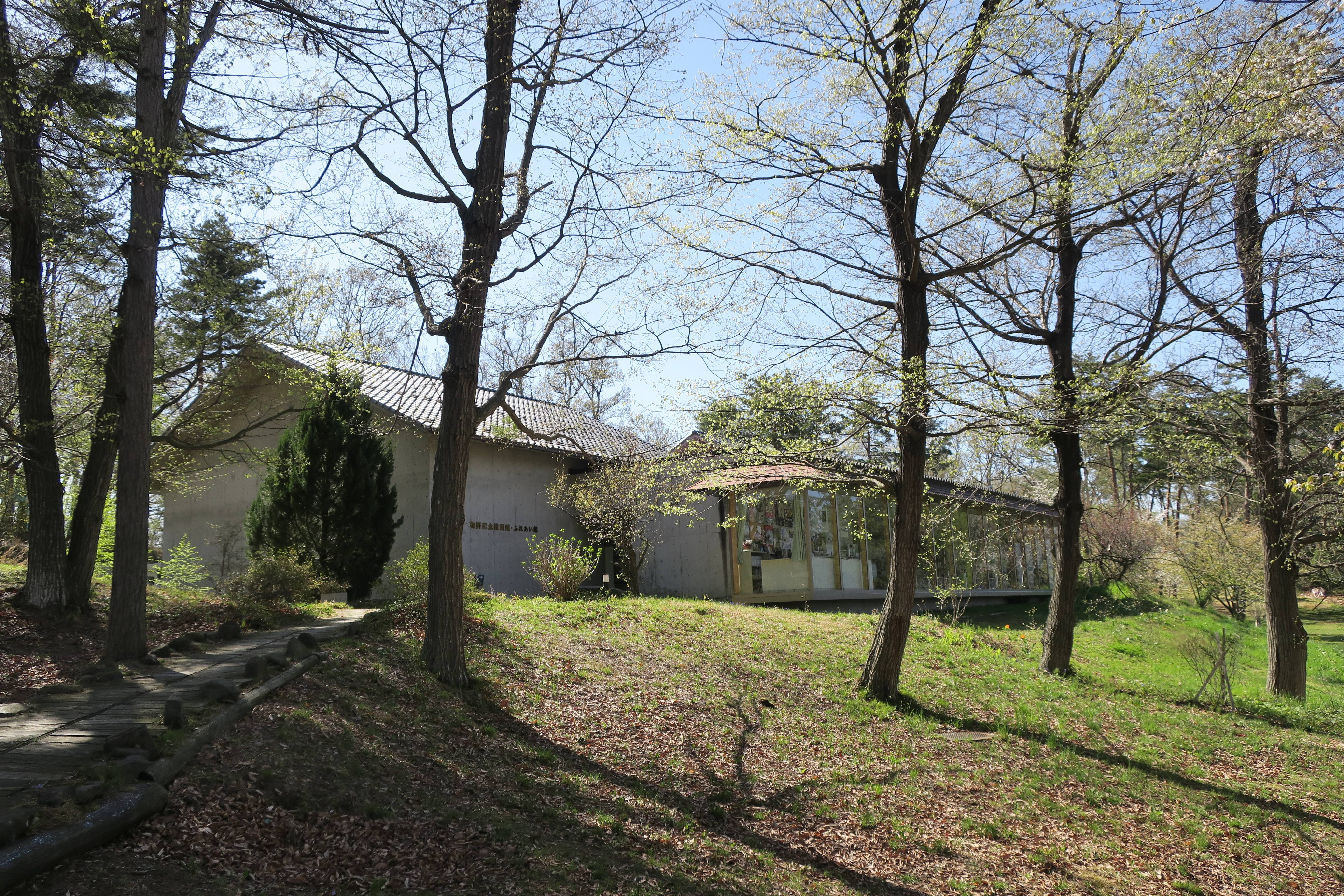
施設近景
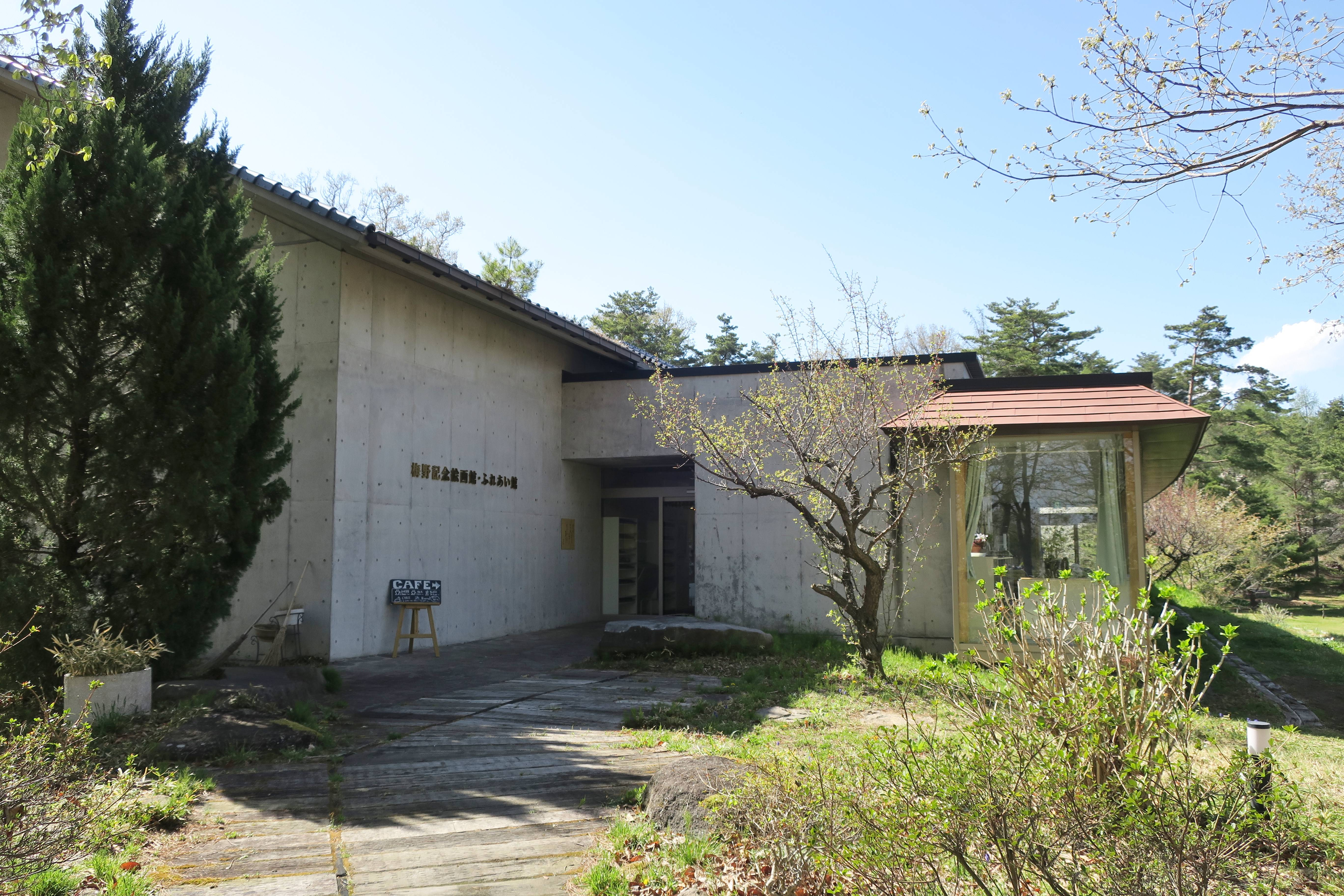
エントランス

## 企画展
- 私の愛する一点展

## 収蔵品
近代日本の物故作家の作品を中心に、近代画家の作品を中心に収蔵している。梅野隆の父である満雄が、青木繁、坂本繁二郎との交友が深かったことから、青木繁に関する資料や書簡の展示も行なっている。
主な収蔵作家
- 青木繁
- 菅野圭介
- 荘司貴和子
- 伊藤久三郎
- 中村忠二
- 林倭衛[8]

## 関連施設
- アートヴィレッジ明神館 - 宿泊施設
- 丸山晩霞記念館 - 東御市内の美術館。同市出身の水彩画家、丸山晩霞の作品を収蔵。
- 東御市文化会館
- 雷電生家